# Marusia z Bogusławia
Marusia z Bogusławia (oryg. ukr. Маруся Богуславка) – duma powstała najprawdopodobniej do XVII wieku.

Marusia z Bogusławia należy do grupy dum opisujących walki między Kozakami zaporoskimi a Turkami, których bohaterami są postacie fikcyjne, lecz typowe dla środowiska kozackiego. Jej pierwszy autor jest nieznany. Po pierwszym wykonaniu duma weszła do ustnej tradycji kozackiej, ulegając typowym dla utworów swojego gatunku przekształceniom – była równolegle wykonywana przez wielu wędrownych artystów (kobziarzy, lirników), którzy zachowując zasadniczą treść i przesłanie dumy dokonywali mniejszych lub większych zmian w jej tekście.
Marusia z Bogusławia porusza temat utraconej ojczyzny i tęsknoty za nią – jej tytułowa bohaterka, chociaż zgodziła się zostać żoną Turka i uważa sama siebie za „zbisurmanioną”, nadal tęskni za ojczystymi stronami. Dowodem jej uczuć jest uwalnianie z tureckiej niewoli Kozaków, których pojmał wcześniej jej mąż. Marusia jest ilustracją tezy, iż człowiek urodzony na Ukrainie nie może być szczęśliwy gdzieś indziej. Zdaniem Włodzimierza Mokrego sposób opisywania zarówno utraconej Ukrainy, jak i warunków traktowania Kozaków przez Turków – wzajemnej nienawiści między nimi świadczą o tym, że Marusia z Bogusławia, podobnie jak inne utwory o tej tematyce, została ułożona przez Kozaka, który naprawdę znalazł się w niewoli tureckiej.

## Treść
Akcja utworu rozgrywa się w tureckiej twierdzy na Morzu Czarnym, gdzie uwięzionych jest siedmiuset Kozaków, pojmanych trzydzieści lat wcześniej. Do celi Kozaków wchodzi Marusia – córka prawosławnego duchownego z Bohusławia, wzięta do niewoli w czasie jednej z wypraw tureckich, która zgodziła się wyjść za mąż za Turka, będącego właścicielem Kozaków-niewolników. Oznajmia ona zebranym, że przypada właśnie dzień, w którym prawosławni obchodzą Wielką Sobotę. Kozacy przeklinają dziewczynę, że przypomina im w taki sposób o utraconej ojczyźnie. Marusia prosi, by nie wypowiadali się o niej w ten sposób, i obiecuje, że następnego dnia, w Wielkanoc, gdy jej mąż uda się do meczetu, ona wypuści uwięzionych z ciemnicy. Tak też się dzieje: dziewczyna uwalnia więźniów, prosząc, by uciekali do miast ukraińskich, zaś będąc w Bohusławiu opowiedzieli o niej jej ojcu. Marusia nie chce bowiem, by rodzice za ogromną sumę wykupywali ją z niewoli, czuje się bowiem tego niegodna, „sturczona”, chociaż nadal czuje się przywiązana do ojczyzny.
Dumę po raz pierwszy spisał Pantelejmon Kulisz w okolicach Charkowa na podstawie wariantu wykonywanego przez kobziarza nazwiskiem Ryhorenko. Znane są łącznie jej trzy warianty.